# 剛柔流

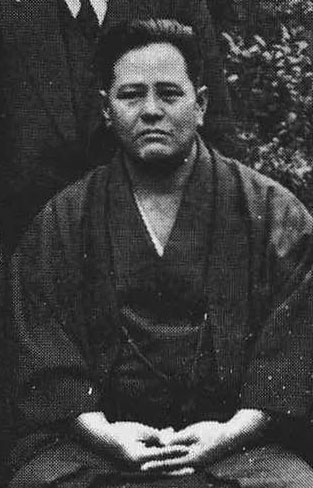
宮城長順

剛柔流（ごうじゅうりゅう）とは、空手道の流派のひとつで、沖縄三大流派（剛柔流、上地流、小林流）の一つ。松濤館流、糸東流、和道流と並び日本本土における空手道四大流派の一つとされる。

## 概要
剛柔流空手道は沖縄県那覇市に居住した素封家宮城長順が沖縄に古くから伝わる那覇手や中国福建省に伝わる拳法を研究して明治〜大正年間に創始した。当初は剛柔流拳法唐手道と唱えていたようである。
1929年（昭和4年）に明治神宮で行われた"御大礼奉祝全国武道大会"で奉納演武をした宮城長順の高弟・新里仁安が流派名を問われ、帰郷後それを聞いた宮城長順が、自派を「拳之大要八句」の中の「法剛柔呑吐(ほうごうじゅうどんと)」を引用して命名したと言われている。
現在の剛柔流はいくつかの会派に分かれており、東恩納寛量の弟子でもあった比嘉世幸の系統、宮城長順の高弟であった八木明徳の系統、同じく高弟の宮里栄一の系統、宮城長順と比嘉世幸に師事した渡口政吉の系統、それとは別に立命館大学空手部で宮城長順に直接師事し剛玄の名を拝命した山口剛玄を中心とした本土で独自に普及した系統がある。
また、伝統空手としてのそれとは別に、いわゆるフルコンタクト空手諸派や日本生まれのスポーツとしてのキックボクシングの母体ともなっており、きわめて実戦性の高い武道である。

## 型
撃砕（ゲキサイ）第一または初段
撃砕（ゲキサイ）第二または弐段
剛柔流の多くの道場で、一番初めに習う型。昭和15年に宮城長順が創作。のちに撃砕第一を一部変更して初心者・他流派出身者向けに手直ししたものが、普及形二(現代ではローマ数字で普及形Ⅱと表記されることが多い)として1941年に当時の沖縄県で採用された。
突きや受け、転身(体さばき)、立ち方などの基本的な動作がバランスよく採り入れられ、かつ破綻なく紡がれており、空手を行う上での基礎体力を養うのに適している。
ちなみに撃砕第一は基本的に手を正拳に握って使うが、第二では開手を使用し、動作も若干高度になっている。
サンチン（三戦）
「サンチン立ち」に象徴される、剛柔流の背骨とも言える型。「サンチン」とは、立ち方や型のみならず、伸ばす筋肉と曲げる筋肉を同時に働かせる事で任意の関節をロックし、外部からの衝撃に対する耐久力を高める技術全般の事を指す。
テンショウ（転掌）
突きが繰り返し使われるサンチンに対し、殆どが受けの動作で構成されている珍しい型
サンチン、転掌は共に単純な動作の型であるが剛柔流の基本思想は辿っていけばここに行き着くと言っても過言ではなく、高段者でも、常にここへ立ち返って確認するほどである。六機手→転換手→転掌と名が変わる。宮城長順の考案(制定)型。
サイファ（砕破・最破）
全日本空手道連盟第一指定形
猿臂（肘）を多用する比較的短い型。
サンセイルー（三十六手）
宮城長順の同門である許田重発だけが、この型を東恩納から習ったとされる。宮城長順は兵役に就いていたため、サンセイルーを習うことができなかった。「許田のサンセイルー」を記録した8ミリフィルムが最近まで残っていた。
セイユ(エ)ンチン（制引戦・征遠鎮）
かつては「制引戦」と書いてこう読ませたが、戦前・戦時中に、当時の世相を反映して武勇・軍事色の強い表記に改変され、現在に至っている。旧い方の名前が示すとおり、襟や手首などをつかんで引きつけようとする相手を想定した技が多く含まれる。柔の要素が強く、蹴り技が全く存在しないのも大きな特徴である。
シソウチン（四向戦・士壮鎮）
セイユンチンと同様の事情により「四向戦」と言う表記から、このような表記となった。動作の大きな受け技が目を引くが、これは恐らく長物との戦闘を想定しての事であろうと思われる。
セイパイ（十八手）
全日本空手道連盟第一指定形
全ての型の中で最も柔の要素が強く、発祥が南部の黄河流域ではなく、北方や西方の砂漠地帯であるとする説もあり、実際剛柔流に限らず、空手の型としてはかなり異彩を放っている。大抵どんな武術も、その地域の気候や風土に合わせて変化、改良されてゆくものであるが、このセイパイは、大陸から伝わったものが、殆ど手を加えられずに原型を留めていると言われる。
セイサン（十三手）
全日本空手道連盟第二指定形
セイパイを柔の型とするならば、こちらは剛の型の最右翼と言ってよい、非常に動作の激しい型であり、突きを得意とする人が好んで練習する傾向のある型である。東恩流にもセイサンはあるが東恩納寛裕が伝えた型であり、剛柔流のセイサンは東恩納寛量の伝えた型で、全く違う型である。
クルルンファー（久留頓破・来留破）
全日本空手道連盟第二指定形。
スーパーリンペイまたはペッチューリン（壱百零八手または百歩連）
剛柔流最高峰とされる形。本来は上・中・下の三つの形から構成されると言われ、現在の同形はそのうちの一つと言われている。

## 主な会派団体

### 伝統派空手
全日本空手道連盟剛柔会
- 全日本空手道連盟の協力団体。全日本空手道連盟が発足した際に、宇治田省三を中心に創設。所属している大学の主要校としては、立命館大学、九州産業大学等がある。

詳しくは全日本空手道連盟剛柔会の項参照
全日本空手道剛柔会
- 全日本空手道連盟参加団体。昭和25年（1950年）、山口剛玄の呼びかけにより、宮城長順を名誉会長として結成。所属している大学の主要校としては、明治学院大学等がある。

日本正剛館空手道士会
- 全日本空手道連盟の協力団体である連合会加盟団体。多田正剛が昭和20年（1945年）京都市に創設。所属している大学の主要校としては、大阪大学、佛教大学等がある。

詳しくは日本正剛館空手道士会の項参照
以上三会派はいずれも立命館大学空手部を発祥としており、元は剛柔会という単一の団体であった。

日本空手道剛柔流大修会
- 全日本空手道連盟参加団体。剛柔流大修会は、剛柔流（現糸東流宗家）摩文仁賢和、剛柔流宗家宮城長順、比嘉世幸、知花朝信より指導を受けた初代宗家城田大秀が宮城長順の実子、宮城敬より剛柔流を允許され、昭和5年に大阪府泉大津市に創設した大修舘道場が始まり。昭和43年に初代宗家が52歳の若さで遷化した際に、二代目宗家に子息、城田廣文《通称大秀》師範を、初代会長に髙山智正師範を推戴し「剛柔流大修会」と改称し、現在に至る。

伝統派空手（沖縄剛柔流）
国際沖縄剛柔流空手道連盟(IOGKF)
- 昭和54年（1979年）、東恩納盛男が発起人となり沖縄剛柔流を世界中に伝えるために創設。

剛柔流空手道泉武会
- 日本空手道連合会加盟団体。比嘉世幸の弟子・泉川寛喜が昭和14年（1939年）、川崎市にて創設。

剛柔流国際空手古武道連盟
- 比嘉世幸が昭和35年（1960年）に創設。

国際明武館剛柔流空手道連盟
- 宮城長順に師事した八木明徳が創設。

沖縄空手道剛柔流尚禮館
- 宮城長順に師事した渡口政吉が創設。

詳しくは沖縄空手道剛柔流尚禮館の項参照
沖縄剛柔流空手順道館
- 宮城長順に師事した宮里栄一が創設。

沖縄剛柔流空手道協会
詳しくは沖縄剛柔流空手道協会の項参照
沖縄剛柔流拳志會空手道古武道
沖縄空手道剛柔流琉翔会／世界剛柔流琉翔会
・瀬名波重敏が1999年に創設。
詳しくは沖縄空手道剛柔流琉翔会の項参照。

### 防具付き空手
全日本剛柔流空手道連盟
- 全日本硬式空手道連盟#千葉派（千葉派）に所属。

### その他
以前は全日本剛柔会に属していて、その後分派独立した団体としては極真会が挙げられる。また全日本キックボクシングも日本大学芸術学部剛柔流空手道部が中心となって設立された。一方、伝統空手として系統、技法がきわめて近い流派としては上地流、劉衛流がある。